# 李皋 (唐朝)

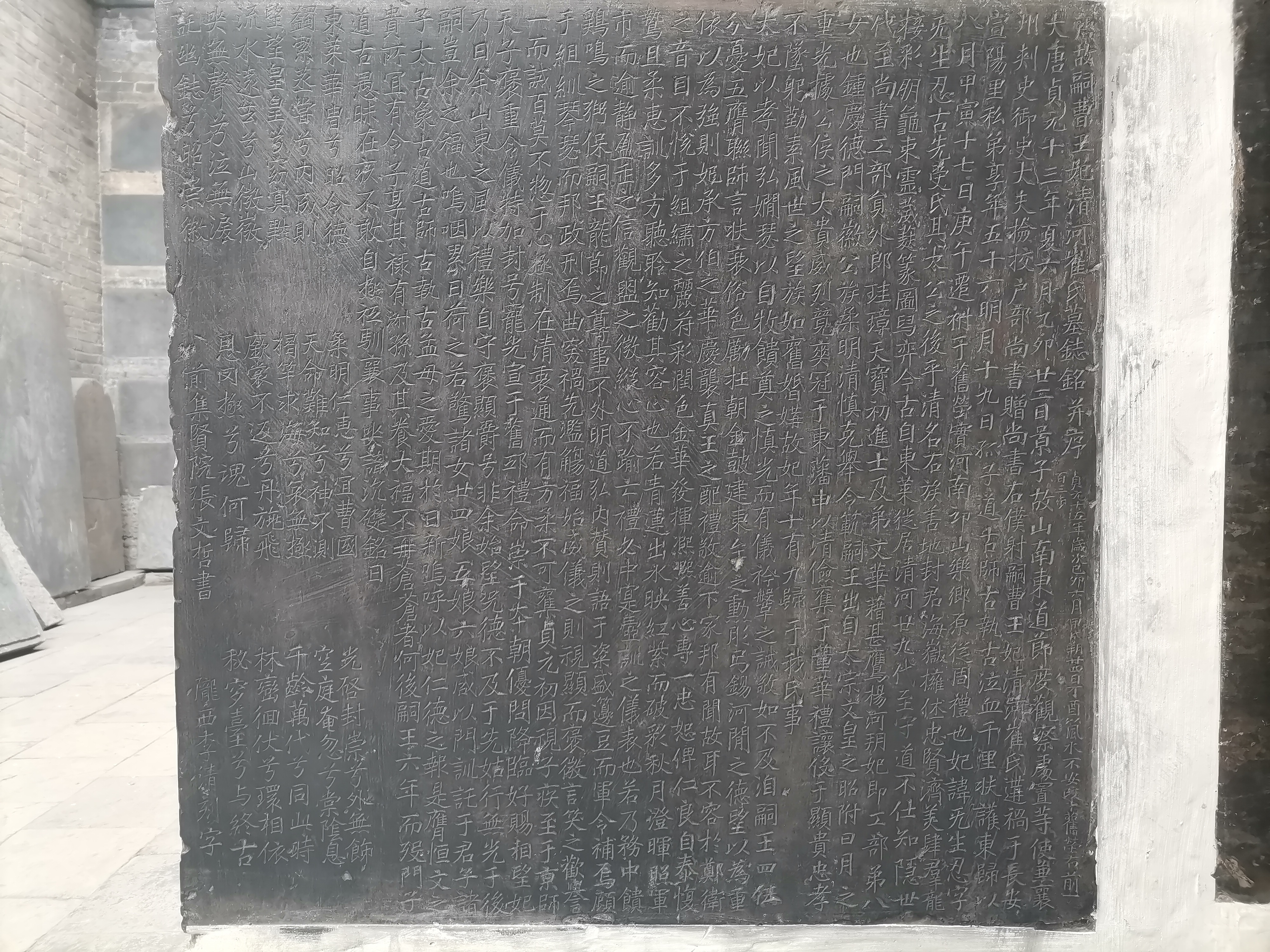
嗣曹王妃清河崔氏墓誌（千唐誌齋藏）

李皋（733年—792年），字子兰。唐朝宗室嗣王，官员。
唐太宗幼子曹王李明的玄孙，嗣曹王。历任衡州、潮州刺史。780年，李皋担任湖南观察使。李希烈叛乱时，李皋为江西节度使，率军讨伐李希烈。之后，历任江陵府尹、荆南节度使。修复堤坝，开辟良田五千顷，建造有脚踏木轮推进的战舰。
先后有两妃琅琊王氏和清河崔氏，崔氏名无生忍，工部员外郎崔珪璋第八女。七子：李太古、李象古、李道古、李师古、李遵古、李执古、李复古。

## 延伸阅读
[在维基数据编辑]
 在维基文库阅读此作者作品
 《舊唐書·卷131》，出自刘昫《舊唐書》